# Anteridio

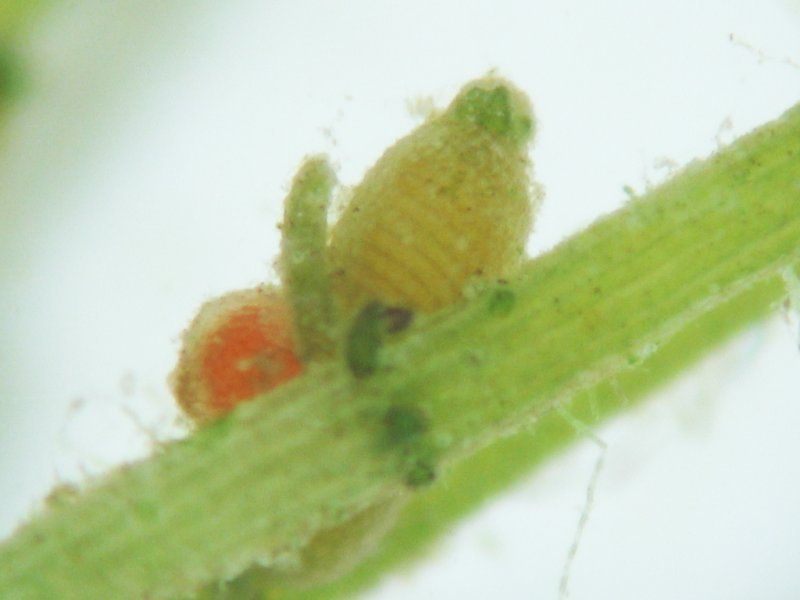
Anteridio (rosso) e oogonio (a destra) di Chara contraria.

L'anteridio è l'apparato sessuale maschile di varie piante, costituito da una sola cellula, nelle tallofite, o da più cellule nelle briofite e nelle pteridofite. 
La cellula, denominata anterozoo, è fornita di ciglia e flagelli che consentono il movimento in un mezzo liquido nel quale, per stimolo chemiotattico, si mette alla ricerca del gamete femminile, per fecondarlo.